# Wemding
Wemding er en by i Landkreis Donau-Ries i Regierungsbezirk Schwaben i den tyske delstat Bayern, med omkring 6.650 indbyggere. Den er administrationsby i Verwaltungsgemeinschaft Wemding.
Byen ligger ved kanten af meteoritkrateret Nördlinger Ries.
Wemding nævnes første gang i historiske kilder i 793, og dette år er derfor sat som grundlæggelsen.
I 1993 blev kunstprojektet Zeitpyramide igangsat, hvor 120 betonblokke skal stables som en pyramide med én blok hvert årti. Den skal stå færdig i år 3183, og den nyeste blok blev sat 9. september 2023.

## Geografi

### Byer i omegnen
- Nördlingen
- Donauwörth
- Otting
- Oettingen
- Gunzenhausen
- Harburg (Schwaben)
- Monheim
- Treuchtlingen
- Weißenburg in Bayern

### Bydele
- Wemding
- Amerbach

## Personer
- Leonhart Fuchs (17. januar 1501 i Wemding – 10. maj 1566 i Tübingen), en tysk plantekyndig mediciner, som blomsterslægten Fuchsia er opkaldt efter.